# Tokyo Ghoul
Autre
Tokyo Ghoul (東京喰種, Tōkyō Gūru) est un seinen manga de Sui Ishida prépublié dans le magazine Weekly Young Jump de l'éditeur Shūeisha. La première partie, Tokyo Ghoul, est parue de 2011 à 2014 et a été compilée en 14 volumes reliés. La deuxième partie, Tokyo Ghoul:re (東京喰種:re), est publiée entre 2014 et 2018 au Japon. La version française est éditée par Glénat Manga depuis août 2013.
Une adaptation en anime produite par le studio Pierrot est diffusée entre juillet et septembre 2014 sur Tokyo MX. Une seconde saison intitulée Tokyo Ghoul √A est diffusée entre janvier et mars 2015. Dans les pays francophones, la série est diffusée en simulcast par Wakanim. La première partie de l'adaptation de Tokyo Ghoul:re est diffusée au Japon entre le 3 avril et le 19 juin 2018,. La seconde est diffusée entre le 9 octobre et le 25 décembre 2018.
Un hors-série, Tokyo Ghoul: Jack (東京喰種［JACK］), relatant la rencontre des deux inspecteurs Kisho Arima et Taishi Fura contre la goule Jack alors encore lycéens, est paru entre août et septembre 2013 dans le magazine de publication numérique Jump Live et publié en un livre numérique en octobre 2013. Une adaptation en original video animation est sortie en septembre 2015.
Une adaptation cinématographique de la série originale est sortie le 29 juillet 2017 au Japon. Un second film intitulé Tokyo Ghoul S est sorti le 19 juillet 2019.

## Synopsis
Dans la ville de Tokyo, des créatures nommées Ghouls sont apparues et se nourrissent de chair humaine pour survivre. Un jour, Ken Kaneki, jeune étudiant, se fait attaquer par l'une d'entre elles et subit une grave blessure. Pour rester en vie, il reçoit une greffe de la goule qui l'a attaqué et devient un hybride, mi-humain mi-goule (borgne artificiel). Rapidement, il se rend compte qu'il ne peut plus manger les mêmes aliments qu'auparavant. Il entre alors au service du café « L’Antique », un repaire de goules, où il apprend à se nourrir sans faire de mal aux humains. Mais il va bien vite se retrouver au cœur d'une guerre sanglante entre le CCG (Centre de Contrôle des Goules), déterminé à retrouver et exterminer celles-ci jusqu'à la dernière et l'Arbre Aogiri, une organisation de goules sans merci. Il découvre que les goules ne sont pas si différentes des humains, et peu à peu il va commencer à s'adapter.

## Univers de la série

### Les Ghouls
Les ghouls sont des créatures qui ont fait leur apparition dans la ville de Tokyo. Ce sont des créatures qui se nourrissent d'humains pour vivre. Pour les goules, manger des ingrédients destinés aux humains est impossible. Le seul ingrédient autre que la chair humaine dont elles peuvent se nourrir est le café. Ces créatures ont une très grande force physique et sont athlétiques. Elles sont également invulnérables aux armes blanches. Les yeux des goules, également appelés « kakugan », ont la particularité de changer de couleur, la sclère devient noire et l'iris devient rouge.
Les ghouls sont armées d'un « Kagune » qui est selon les inspecteurs comme un muscle « liquide » pouvant prendre n'importe quelle forme de l'imagination de la goule. Il en existe quatre types : ailé, blindé, écailleux et à queue. Quand leur kakugan et leur kagune ne sont pas en éveil, il est impossible de distinguer une goule d'un humain. Cela leur permet de se fondre parmi les humains et ainsi piéger aisément leur cible et échapper aux colombes.
Les ghouls borgnes peuvent naître d'une liaison entre un humain et une goule (bien que ce soit quasiment impossible) ou être créées artificiellement. Les borgnes sont très rares et plus puissantes que les goules normales. Elles ne possèdent qu'un seul kakugan.
Il existe aussi des ghouls « chimères », ce sont des goules qui possèdent deux kagunes (généralement ceux des deux parents). Les chimères sont très rares aussi et plus puissantes que les goules normales.
Il existe aussi des goules « de feu » qui sont le résultat d'un cannibalisme. Le kagune jaillit alors de tout le corps de la goule. Ce kagune est très puissant et peut combiner plusieurs types de goules.
Note : Une grande partie des goules les plus fortes sont des goules de feu, comme Jason du XIIIème, la chouette, Arata, Kirishima ou encore Ken kaneki.

### Les Cellules RC
Les Cellules RC (RC細胞, Red Child Saibō) sont des cellules fictives qui se trouvent en grand nombre dans le corps des goules mais aussi dans le corps humain, en très faible quantité cette fois. La concentration de ces cellules dans des espaces précis appelés « Poche RC » permet aux goules d'invoquer leur kagunes. Les cellules RC forment une substance sous forme liquide qui circule dans le corps à la manière du sang. Cette substance peut devenir plus dure que l’émail des dents, au point que sa résistance permet de supporter aisément des coups de couteau ou des impacts de balles. En mangeant des humains, les goules absorbent des cellules RC, ces cellules passent dans le sang puis vont s'accumuler dans la poche RC. Les cellules RC contenues dans cette poche peuvent, si la goule le désire ou si elle reçoit un stimulant psychologique, percer la peau et jaillir hors du corps. Les cellules RC ainsi libérées entrent dans un cycle de durcissement et de relâchement leur permettant d'onduler librement. Cette réaction forme un Kagune.

### Types dekagunes
Les « kagunes » sont les armes des goules, elles leur servent à chasser aussi bien qu'à se défendre. Les kagunes sont en fait un appendice formé d'un ensemble plus ou moins solide de cellules RC projetées lorsque la goule le veut ou par automatisme. Les kagunes peuvent prendre leur source dans quatre endroits, entre les omoplates, vers le haut du dos, vers le bas du dos ou a l'arrière des hanches, ils peuvent également prendre plusieurs formes et plusieurs utilités selon les types et les goules.
- Type Ailé (Ukaku) : Les goules de types ailés se caractérisent par la forme de leur kagune, celui d'une ou deux ailes, (ce qui leur a valu leur nom de goules ailées) selon les goules. Pour les goules ailées, la poche RC se situe entre les omoplates. Les kagunes ailés ont la particularité d'être légers et donc de permettre des attaques rapides. Mais la rapidité des attaques ne sert qu'a compenser la faiblesse de celles-ci, de plus, si le combat s'éternise, l'efficacité des goules de types ailées aura tendance à chuter. Le kagune ailé est plus utile contre le kagune à queue et est plus vulnérable contre le kagune blindé. Exemples de kagunes ailé : Toka Kirishima / Rabbit, Ayato Kirishima / Le Lapin Noir et Yomo / Le Corbeau.
- Type Blindé (Koukaku) : Les goules de type blindé ont la particularité d'avoir un kagune aux propriétés très défensives. Elles sont appelées blindées car leur kagune très solide rappelle le métal. Leur kagune peut prendre la forme d'un bouclier ou d'une arme ou même des deux selon les goules. Pour ce type de goules la poche se situe vers le haut du dos. Le type blindé est un kagune lourd très utile en défense mais pouvant également infliger des dégâts lors de ses attaques (bien que celles-ci soient lentes à cause du poids du kagune). Cependant, comme les goules ailées, les goules blindées auront tendance à perdre petit-a-petit leur efficacité si le combat dure trop longtemps. Les kagunes blindés sont utiles contre les kagunes ailés et sont vulnérables contre les kagunes écailleux. Exemple de kagune blindé : Shu Tsukiyama / Le Gourmet, Naki, Kanae Von Rosewald.
- Type Écailleux (Rinkaku) : Nommées ainsi à cause de la texture de leur kagune (qui rappelle celle d'une peau de serpent) les goules de type écailleux possèdent une grande force offensive et ont tendance à tout miser sur la force brute, voire en cas de combat difficile, sur un seul coup. De tous les types de goules, ce sont eux qui possèdent la plus grande puissance de régénération, cependant, la quantité importante de cellules RC nécessaires à cette régénération, rendent le kagune des goules écailleuses plus fragile que les autres. Chez ce type de goules, la poche RC est située dans le bas du dos. Le kagune écailleux est utile contre le type blindé et vulnérable contre les types à queue. Exemples de kagunes écailleux : Ken Kaneki / Cache-Œil, Lize Kamishiro / La Goinfre Yakumo/ Yamori/ Jason du 13ème.
- Type à Queue (Bikaku) : Les goules à queue fournissent les quinques les plus adaptées aux débutants du fait de leur équilibre. Un kagune à queue est utile dans le combat a mi-distance, et utile aussi bien en attaque qu'en défense. Avec une rapidité, une force de régénération et une force moyenne, les types à queue sont souvent plus utiles pendant les combats les plus longs. Les goules à queue n'ont aucune faiblesse ni force spécifique si ce n'est justement de ne pas en avoir. Chez ce type de goules, la poche RC est située à l'arrière des hanches, ce qui justifie leur nom. Les goules à queue sont utiles contre les goules écailleuses et vulnérables contre les goules ailées. Exemple de kagunes à queue : Nishiki Nishio, Noro, Shachi.
- Type de Feu (Kakuja) : Ce kagune s'obtient lorsqu’une goule possédante n'importe quel kagune « de base », commet des actes répétés de cannibalisme (envers d'autres goules). L'excès de cellules RC donne lieu à une sorte de mutation qui renforce et solidifie le kagune, ce surplus de cellules RC comble les faiblesses du kagune, ainsi, un type de feu offrira plus de force offensive et défensive ainsi que de l'endurance à une goule ailée, de la force offensive et de l'endurance à une goule blindée, de la force défensive et de la solidité au kagune d'une goule écailleuse et un peu de toutes ces forces a une goule à queue. Les quinques de feu, elles, prennent la forme d'armures et ont la particularité de dévorer leurs utilisateurs une fois dégainées. Du fait de leur force, les types de feu sont utiles contres tous les types de goules. Pouvant d’ailleurs être obtenu avec n'importe kagune de départ, la poche RC des types de feu peut se trouver a n'importe quel emplacement. Exemple de goule de feu : Yamori / Jason du 13e (incomplète), Yoshimura / La Chouette, Eto / La Chouette à l’œil écarlate, Tatara, Arata Kirishima, Ken Kaneki (incomplète). Il ne faut pas oublier de noter cependant qu'une goule commettant des actes de cannibalisme se voit rapidement tomber dans la folie comme nous pouvons le voir tout au long de l'histoire. La puissance des Kakuja est donc à double tranchant. Les goules de Feu (Kakuja) complets possèdent leurs formes monstrueuses achevées ainsi que d'autres critères, eux aussi achevées.Notons aussi que Kaneki Ken, le héros, aura un kakuja assez puissant pour engloutir Tokyo , ce qui prouve que les goules peuvent développer un excès de cellules RC.

### Centre de Contrôle des Goules
Le Centre de Contrôle des Goules ou CCG (喰種対策局) est une organisation dont la création remonte à plus d'une centaine d'années par le clan Washu. Tout comme ses homologues étrangers, son but est d'enquêter et d'intervenir sur des situations impliquant des goules afin de les éliminer. Pour ce faire, le CCG dispose d'une unité armée, les inspecteurs (ou Colombes, ce surnom leurs fut donné par les Goules en raison du symbole du CCG). Entraînés aux combats et au maniement des quinques, ces derniers peuvent ainsi combattre les Goules criminelles.

### Quinque
Les « Quinques » sont des armes fabriquées par les laboratoires du CCG (cachées dans des valises des inspecteurs) à partir de la poche RC d'une goule décédée. De ce fait les quinques sont classés selon la poche RC de base (Ailé, Blindé, Ecailleux, A queue et même les Kakuja) et sont donc utilisées par les inspecteurs pour lutter d'égal à égal face aux goules et donc les quinques ont autant les mêmes avantages que les mêmes défauts que les kagunes. Ces armes peuvent prendre diverses apparences telles qu’épée, couteau de combat, katana, arbalète, lance, bouclier, canon, faux ou encore armure.

## Manga
La publication de Tokyo Ghoul débute le 8 septembre 2011 dans le magazine Weekly Young Jump. La série est écrite et dessinée par Sui Ishida, et le premier volume relié est publié par Shūeisha le 17 février 2012. Le dernier chapitre paraît le 18 septembre 2014. La série comporte 14 tomes. La version française est éditée par Glénat Manga depuis août 2013. En Amérique du Nord, la série est licenciée par VIZ Media.
La suite intitulée Tokyo Ghoul:re débute le 16 octobre 2014 dans le même magazine. L'histoire introduit de nouveaux personnages. Une annonce importante a été faite le 14 juin 2018 dans le 28e numéro de l'année, où elle a indiqué que la série se conclurait dans les trois prochains chapitres, dont le dernier est sorti le 5 juillet 2018 dans le 31e numéro du magazine,. La série se conclut en 16 tomes.
Une série dérivée intitulée Tokyo Ghoul: Jack (東京喰種トーキョーグール［JACK］, Tōkyō Gūru [Jakku]), relatant la rencontre des deux inspecteurs Kishô Arima et Taishi Fura alors encore lycéens, soit douze ans avant l'histoire principale, est parue entre août et septembre 2013 dans le magazine de publication numérique Jump Live. Elle est ensuite commercialisée sous forme de livre électronique le 18 octobre 2013.

## Anime

### Série télévisée

Logo de la série animée.

L'adaptation en série télévisée d'animation est annoncée en janvier 2014 lors de la sortie du dixième volume du manga. Elle est produite par le studio Pierrot avec une réalisation de Shuhei Morita et un scénario de Chūji Mikasano, et est diffusée à partir du 4 juillet 2014. Les douze épisodes sont commercialisés en quatre coffrets DVD et Blu-ray entre septembre et décembre 2014.
Une seconde saison est annoncée dans le 46e numéro du magazine Weekly Young Jump. Celle-ci propose une histoire inédite supervisée par Sui Ishida. Intitulée Tokyo Ghoul √A (Root A), elle comprend douze épisodes diffusés entre le 8 janvier et le 26 mars 2015.
Dans les pays francophones, Wakanim propose la série en simulcast légal en version originale sous-titrée en français,. La première saison est également éditée en DVD et Blu-ray par @Anime depuis le 24 juin 2015. La série rejoint le catalogue de Netflix en février 2016, en même temps que Terror in Resonance.
C'est par l'ouverture d'un site web, en octobre 2015, que Marvelous a annoncé une adaptation anime pour Tokyo Ghoul:re en 2018, et avec en prime le retour de Natsuki Hanae pour le doublage de Haise Sasaki. Le 49e numéro de 2017 du Young Jump a révélé le personnel principal de cette adaptation; Odahiro Watanabe remplace ainsi Shuhei Morita en tant que réalisateur au studio d'animation Pierrot, dont le studio Pierrot+ est aussi accrédité pour l'assistance à la production de l'animation, Chūji Mikasano garde son poste de scénariste et Atsuko Nakajima remplace Kazuhiro Miwa en tant que character designer. Tokyo Ghoul:re est divisé en deux parties, la première est composée de douze épisodes et est diffusée pour la première fois au Japon entre le 3 avril et le 19 juin 2018 sur Tokyo MX, SUN, TVA, TVQ, BS11,,. Également composée de douze épisodes, la seconde partie est diffusée entre le 9 octobre et le 25 décembre 2018,.

### Original video animation
Un original video animation adaptant la série dérivée Tokyo Ghoul :Jack est sorti le 30 septembre 2015.
Un second OVA, Tokyo Ghoul :Pinto, est sorti le 25 décembre 2015. Il s'agit de l'adaptation de la troisième histoire du light novel Tokyo Ghoul :Hibi, relatant la rencontre entre Shu Tsukiyama et Chie Hori.

## Adaptations cinématographiques
Un film live est annoncé en juin 2016. Le nom des deux acteurs principaux, Masataka Kubota et Fumika Shimizu, qui incarneront Ken Kaneki et Toka Kirishima, est révélé sur le site officiel. En août 2016, l'actrice Yuu Aoi et les acteurs Yo Oizumi et Nobuyuki Suzuki, qui incarneront respectivement Lize Kamishiro, Kureo Mado et Kotaro Amon, rejoignent le casting. Le film Tokyo Ghoul est sorti le 29 juillet 2017 au Japon,.
Un second film est annoncé en septembre 2018. Maika Yamamoto remplace Fumika Shimizu dans le rôle de Toka Kirishima et Shota Matsuda incarne le personnage de Shu Tsukiyama. Il sort au Japon le 19 juillet 2019 sous le titre Tokyo Ghoul S.

## Produits dérivés

### Publications
Quatre light novel sont parus sur la série. Le premier, intitulé Hibi (日々), est sorti au Japon le 19 juillet 2013 et le 5 juillet 2017 en France. Le second, Kūhaku (空白), est sorti au Japon le 19 juin 2014 et le 22 novembre 2017 en France. Le troisième, Sekijitsu (昔日), est sorti au Japon le 19 décembre 2014 et le 22 août 2018 en France. Le quatrième, Tokyo Ghoul:re: quest, est sorti au Japon le 9 décembre 2016 et le 18 septembre 2019 en France.
Un livre d'illustration intitulé Tokyo Ghoul: zakki est publié au Japon le 17 octobre 2014 et le 20 novembre 2019 en France.

### Jeux vidéo
Un jeu vidéo intitulé Tokyo Ghoul Carnaval développé par Bandai Namco Games est sorti au Japon sur Android le 6 février 2015 et sur iOS le 9 février.
Un deuxième jeu est annoncé en janvier 2015. Intitulé Tokyo Ghoul: Jail, il s'agit d'un jeu de rôle développé par Bandai Namco Games sorti sur PlayStation Vita le 1er octobre 2015.
Funimation annonce en janvier 2016 qu'un nouveau jeu pour Android et iOS verrait le jour. En août 2016, on apprend que le jeu est intitulé Tokyo Ghoul: Dark War et est prévu pour l'hiver 2017.
L’éditeur Shueisha a dévoilé en juin 2018 dans le magazine V-Jump la production du jeu vidéo d'action-survie Tokyo Ghoul:Re Call to Exist. Le jeu est sorti en novembre 2019 sur PlayStation 4 et Microsoft Windows.
Le jeu vidéo intitulé Tokyo Ghoul: re birth produit par Bandai Namco Games est sorti en octobre 2018 sur Android et iOS.

### Pièce de théâtre
Une adaptation en pièce de théâtre est annoncée en mars 2015. Celle-ci est jouée en juillet 2015 à Tokyo puis à Kyoto. Une deuxième adaptation avec un nouveau cast est jouée entre juin et juillet 2017 également à Tokyo puis Kyoto.

## Réception

### Manga
Lors de l'année 2013, la série se place à la 27e place du top Oricon et s'est écoulée à plus de 1,6 million d'exemplaires. En juillet 2014, le tirage total de la série au Japon atteint les 3,5 millions d'exemplaires. Lors de l'année fiscale 2014, le manga se classe à la troisième position du top Oricon avec plus de 6,9 millions d'exemplaires vendus. Le manga est sélectionné pour le 38e prix du manga Kōdansha en 2014. Tokyo Ghoul a été choisi comme l'un des meilleurs mangas au Comic-Con International 2016. La Young Adult Library Services Association aux États-Unis a désigné la série comme l'un de ses "Grands romans graphiques pour adolescents" et "Livres de poche populaires pour jeunes adultes" en 2017,. En 2018, Tokyo Ghoul a été nommé pour le 30e Harvey Award dans la catégorie Meilleur Manga. Dans le sondage Manga Sōsenkyo 2021 de TV Asahi, dans lequel 150 000 personnes ont voté pour leur top 100 des séries manga, Tokyo Ghoul s'est classée 41e.
La suite de la série, Tokyo Ghoul:re, s'est vendue à plus de 3,7 millions d'exemplaires au Japon au cours de sa première année en 2015 et à 4,3 millions d'exemplaires en 2016. Il s'agissait de la cinquième série de mangas la plus vendue en 2017 avec des ventes de plus de 5,3 millions d'exemplaires. C'était la dixième série de mangas la plus vendue en 2018 avec 3,2 millions d'exemplaires vendus. Au 21 janvier 2021, les deux mangas avaient 47 millions d'exemplaires imprimés, ce qui fait de l'œuvre l'une des séries de mangas les plus vendus.
Le 12 juin 2015, le Ministère Chinois de la Culture a répertorié Tokyo Ghoul √A parmi les 38 titres d'anime et de manga interdits en Chine. En février 2021, il a été signalé que la série, ainsi que Death Note et Last Hero Inuyashiki, avaient été interdites de distribution sur deux sites Web non spécifiés en Russie.

### Anime
En 2015, à l'occasion de l'Anime & Manga Grand Prix, la série reçoit le prix du meilleur anime, du meilleur générique (unravel) et du meilleur seinen de l'année 2014.

## Dualité entre humains et goules dans Tokyo Ghoul et sa représentation de la réalité
Dans Tokyo Ghoul, la dualité entre les humains et les goules est au cœur de l'exploration de la nature humaine et de la monstruosité. Nous trouvons premièrement les goules, qui  sont présentées comme créatures cannibales, des prédateurs. Elles se nourrissent principalement de chair humaine pour survivre. Leur nature monstrueuse est représentée de façon évidente à travers leur apparence physique épouvantable, et bien sûr leurs actions. Cependant, plus on s'approfondit dans l’histoire, plus  il devient évident que les goules ne sont pas seulement des monstres dépourvus de toute humanité, mais l’englobe d’une certaine manière. Car enfin, on peut constater que certaines goules montrent des signes de compassion, de douleur et même de moralité. Elles  peuvent entretenir des relations, ressentent de l'empathie et sont parfois confrontées à des dilemmes moraux complexes comme se battre pour protéger leurs proches par exemple, ou pour défendre des idéaux de justice et de liberté. Ces moments révèlent que, malgré leur nature monstrueuse, les goules sont capables de sentiments et de comportements qui rappellent ceux des humains.
D'autre part, les humains sont également mis en avant  de manière très intéressante dans la série. Bien que nombreux soient ceux qui vivent en ignorant l'existence des goules ou en les craignant simplement en raison de leur réputation, certains humains se révèlent être des êtres cruels, manipulateurs, en d’autres termes, monstrueux dans leurs actions, surtout envers les goules. La peur de l'autre, le rejet et la discrimination sont des thèmes récurrents qui soulignent les failles de la société humaine.
Ainsi, Tokyo Ghoul illustre que la ligne entre l'humanité et la monstruosité est floue et beaucoup plus complexe que l’on croit. Les goules ne portent pas entièrement un caractère monstrueux , tout comme les humains ne sont pas toujours dignes de leur humanité. Cette dualité met en évidence les différentes nuances de la nature humaine et invite les spectateurs à réfléchir sur la façon dont la compassion, la cruauté et la moralité sont intrinsèquement liées à notre condition d'être humain.
De plus, dans Tokyo Ghoul, la société est représentée comme un environnement où la marginalisation des minorités et la discrimination sont monnaie courante. Les goules, représentant une communauté minoritaire  opprimée. Elles sont persécutées et chassées par les humains, principalement en raison de leur différence et de leur cannibalisme. Cette dynamique reflète certains problèmes sociaux réels, tels que la xénophobie, le racisme et l'homophobie, qui, encore aujourd’hui, sont présents dans de nombreuses sociétés modernes. La persécution des goules soulève alors des questions importantes sur la tolérance, la peur de l'inconnu et de l’autre, ainsi que préjugés. Tout au long de la série, les humains perçoivent les goules comme des monstres sans âme, incapables de coexister pacifiquement avec les humains. Cette perception est renforcée par la propagande gouvernementale et les médias, qui diabolisent les goules et justifient ainsi leur traitement inhumain.
Cependant, à mesure que l'histoire progresse, il devient évident que les goules ne sont pas toutes des prédateurs sans pitié. Certaines d'entre elles luttent pour trouver leur place dans la société tout en conservant leur humanité, tandis que d'autres cherchent simplement à survivre dans un monde hostile. Cette complexité des personnages met en lumière le danger de généraliser et de stigmatiser toute une communauté en raison des actions de quelques-uns.
En fin de compte, Tokyo Ghoul critique la façon dont la société traite les minorités et les différences. En diabolisant et en marginalisant les goules, la société ignore les problèmes sous-jacents qui alimentent la violence et la discrimination. La série souligne ainsi l'importance de l'empathie, de la compréhension et de la remise en question des préjugés pour construire une société plus juste et inclusive.